# 真核起始因子4G
eIF4G（eukaryotic translation initiation factor 4G，真核起始因子4G）是一种在真核翻译起始进程中发挥重要作用的蛋白质。它主要是在轉譯起始早期协同不同起始因子间的作用和增强它们的活性（包括eIF4E的帽结合活性，eIF4A的RNA解旋酶活性，PABP的poly-A结合活性，以及eIF3的mRNA和40S核糖体亚基结合活性）。此外，eIF4G通过一个类RNA识别结构花样（RRM）直接结合或在某些情况下能够特异性结合到mRNA上。
eIF4G在人体中有三个亚型：eIF4G-1、eIF4G-2和eIF4G-3。

## 结构
eIF4E中已知含有三个富含α螺旋的结构域：中部结构域、MA3结构域和C端结构域。这三个结构域都为α螺旋所组成的重复片断结构，可以参与蛋白-蛋白相互作用。其中，中部结构域包含了由10个α螺旋组成的5个HEAT重复片断（每个HEAT重复片断含有两个反平行的α螺旋），具有与eIF4A和小核糖核酸病毒II型IRES的两个结合表面。而MA3结构域和C端结构域也分别含有5个和4个HEAT重复片断。

## 亚型
在哺乳动物、植物和酵母中都含有大小，序列，活性彼此都明显不同的eIF4G的亚型。例如，哺乳动物的eIF4G-1的含量是eIF4G-2的10倍以上。